# 3 Pułk Artylerii Ciężkiej (II RP)
3 Pułk Artylerii Ciężkiej im. Króla Stefana Batorego (3 pac) – oddział artylerii ciężkiej Wojska Polskiego w II Rzeczypospolitej.
Pułk rodowód swój wywodzi z „wojennych” I/1 pułku artylerii ciężkiej, II/3 pułku artylerii ciężkiej oraz II/4 pułku artylerii ciężkiej. Sformowany w 1921, do września 1939 stacjonował w garnizonie Wilno na terenie Okręgu Korpusu nr III. Od 1929 był podporządkowany dowódcy 3 Grupy Artylerii. W 1939 zmobilizował między innymi 19 dac i 1 dac. W kampanii wrześniowej dowódca pułku pełnił obowiązki dowódcy artylerii obrony Warszawy, a jego sztab składał się w dużej mierze z oficerów 3 pac.

## Formowanie i zmiany organizacyjne
„Wojenny” I dywizjon 1 pułku artylerii ciężkiej swój szlak bojowy zakończył w okolicach Nowoprudek i Zrebowicz. Po zakończeniu działań wojennych przechodził kolejne zmiany organizacyjne. Od 10 kwietnia 1921 baterie dywizjonu stanowiły 1 dywizjon artylerii ciężkiej Legionów, a 27 grudnia utworzono z nich I dywizjon „pokojowego” 3 pułku artylerii ciężkiej.
II dywizjon „wojennego” 3 pułku artylerii ciężkiej do końca wojny polsko-bolszewickiej działał osobnymi bateriami. Rozejm zastał 4 baterię w rejonie Nowo-Święcian, a 5 baterię w Olkiewiczach. 6 bateria cały czas pozostawała we Lwowie. W związku z „buntem gen. Żeligowskiego” i jego 1 Dywizji Litewsko-Białoruskiej, w listopadzie skierowano na Wileńszczyznę 4 baterię, a 26 grudnia cały II dywizjon przemianowano na 1 litewsko-białoruski dywizjon artylerii ciężkiej. Dywizjon wszedł w skład Wojsk Litwy Środkowej. Później 1 litewsko-białoruski dac został przemianowany na 19 dywizjon artylerii ciężkiej. Z niego to 31 października 1921 utworzono II dywizjon „pokojowego” 3 pułku artylerii ciężkiej.
II dywizjon „wojennego” 4 pułku artylerii ciężkiej działania wojenne zakończył w Grodnie. Po zakończeniu walk przechodził kolejne zmiany organizacyjne. W listopadzie wszedł w skład 20 pułku artylerii ciężkiej, a od 27 maja 1921 stał się samodzielnym 29 dywizjonem artylerii ciężkiej. 27 listopada wszedł w struktury „pokojowego” 3 pułku artylerii ciężkiej jako jego III dywizjon.
Za udział w walkach „wojennych” dywizjonów, które w 1921 utworzyły 3 pułk artylerii ciężkiej, Srebrnym Krzyżem Orderu Wojennego Virtuti Militari V klasy odznaczonych zostało 7 oficerów i żołnierzy. Ponadto Krzyżem Walecznych zostało odznaczonych 17 oficerów i 64 szeregowych, w tym 4 oficerów po raz czwarty, 5 oficerów po raz trzeci oraz 12 oficerów i 4 szeregowych po raz drugi. Wśród odznaczonych byli kanonierzy Stanisław Męcik i Tomasz Młynarski.
3 grudnia 1920 r. w Mołodecznie Naczelny Wódz Marszałek Józef Piłsudski odznaczył trąbki 2 i 3 baterii Krzyżem Srebrnym Orderu Wojskowego Virtuti Militari V klasy.
| Żołnierze pułku odznaczeni Krzyżem Srebrnym Orderu Wojskowego Virtuti Militari  | Żołnierze pułku odznaczeni Krzyżem Srebrnym Orderu Wojskowego Virtuti Militari | Żołnierze pułku odznaczeni Krzyżem Srebrnym Orderu Wojskowego Virtuti Militari |
| ------------------------------------------------------------------------------- | ------------------------------------------------------------------------------ | ------------------------------------------------------------------------------ |
| trąbka 2 baterii (nr 7683) trąbka 3 baterii (nr 7684) kpr. Józef Gajda (nr 204) | por. Stefan Krupko plut. Franciszek Łenczowski ppłk Witold Mirski              | por. Stanisław Monkielewicz por. Antoni Srokowski por. Hieronim Suszczyński    |

## 3 pac w Wilnie

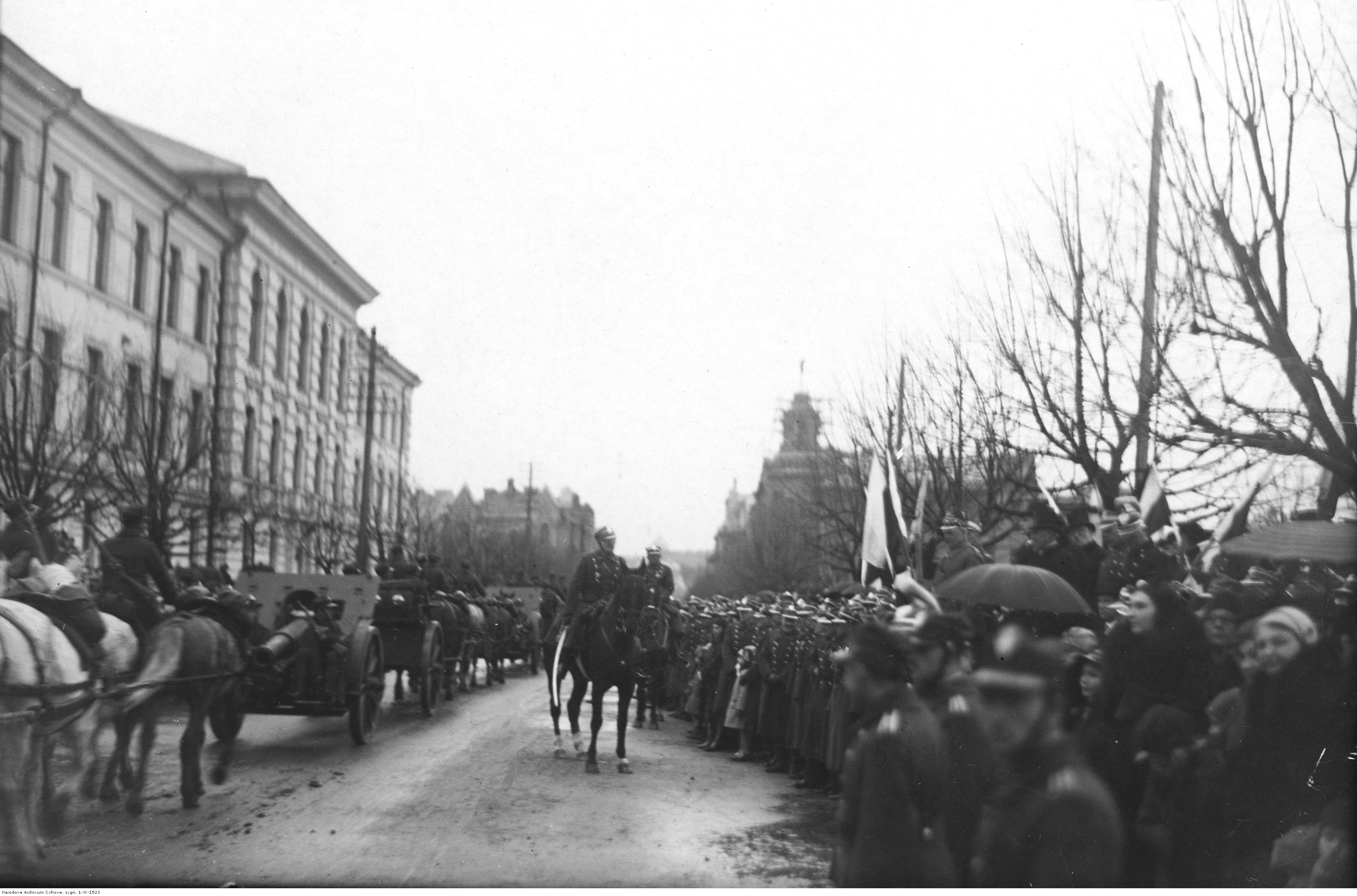
Defilada ciężkich dział z 3 pułku artylerii ciężkiej na ulicach Wilna

### Zakwaterowanie
Pułk stacjonował w Wilnie w koszarach im. Księcia Józefa Poniatowskiego, a jego magazyny amunicyjne znajdowały się na Bołtupiu. Przejęte po armii carskiej koszarowce były w bardzo złym stanie. Pomieszczenia były zdewastowane, a wyposażenie rozkradzione przez mieszkańców Śnipiszek. Do połowy lat dwudziestych kasyno oficerskie mieściło się w budynku mieszkalnym. Aby zdobyć dodatkowe środki finansowe pułk handlował nawozem końskim i wynajmował konie. W 1925 warsztaty pułkowe powiększyły się o kuźnię świadczącą także usługi dla ludności cywilnej. W ramach spółdzielni na terenie koszar funkcjonował też fryzjer i pralnia.

### Kultura i rozrywka w pułku
W pułku toczyło się bogate życie kulturalne i towarzyskie. Działał „Teatr Żołnierski 3 pac”. Dawał on kilka przedstawień w roku, grając najczęściej komedie. Pułk posiadał własny „kinematograf”, co pozwalało na organizowanie trzech do czterech seansów filmowych w ciągu miesiąca. W Kasynie Oficerskim organizowane były „sobótki” z tańcami i poczęstunkiem. Uczestniczyli w nich także podoficerowie wraz z rodzinami. Wśród korpusu podoficerskiego największą popularnością cieszyły się „zabawy domowe”, odbywające się we wszystkie karnawałowe czwartki. Przygrywała na nich orkiestra pułkowa. Tradycją noworoczną były spotkania organizowane dla kadry 31 grudnia. Poza rodzinami brali w nich udział zaproszeni goście.

### Sport w pułku
Sport w pułku odgrywał zawsze bardzo ważną rolę. Zarówno kadra, jak i żołnierze służby zasadniczej, trenowali w ramach WKS Pogoń. Pułk miał także swoje wyposażenie sportowe i to na najwyższym poziomie. W latach 1923–1933 w jednostce działał „Klub Sportowy 3 pac”, który posiadał m.in. sekcję wioślarską. Najwięcej żołnierzy grało jednak w piłkę nożną. Zmusiło to nawet dowódcę pułku do wydania zakazu gry tam, gdzie ustawicznie zdarzały się wypadki wybijania szyb. Reprezentacja 3 pac w piłce nożnej wielokrotnie zdobywała mistrzostwo Okręgu Korpusu III w tej dyscyplinie. Także pułkowe drużyny siatkówki i koszykówki wielokrotnie zajmowały czołowe miejsca podczas rozgrywek OK III. Dwa razy do roku organizowano pułkowe zawody lekkoatletyczne, a co roku odbywał się konny bieg myśliwski, w którym uczestniczyło około 15 do 30 oficerów. Pułk dysponował też własnym basenem. Decyzją dowódcy pułku realizowana była przymusowa nauka pływania. Trenowane były także dyscypliny typowo wojskowe takie jak: rzut granatem, pływanie z bronią, jazda zaprzęgiem artyleryjskim itp..

### Szkolenie programowe
Gros zajęć w pułku realizowano w koszarach i na garnizonowym placu ćwiczeń taktycznych. Corocznie, zazwyczaj w ośrodku ćwiczeń „Pohulanka”, czasem w OC „Leśna”, baterie przechodziły szkołę ognia. W czasie ćwiczeń taktyczno-ogniowych często współdziałano z oddziałami 19 Dywizji Piechoty, wydzielając do dyspozycji jej dowódcy jeden dywizjon. 31 lipca 1938 prowadzono na Pohulance ćwiczenie doświadczalne. Jego tematem było ugrupowanie dywizjonu artylerii ciężkiej w marszu przy silnym zagrożeniu przez lotnictwo. Ćwiczenie to wykazało, że zabezpieczenie przed samolotami jest niewystarczające, a organizacja służby obserwacyjno-meldunkowej, przy osiąganych przez samoloty prędkościach, niezadowalająca.

### Zmiany etatowe w pułku
W końcu grudnia 1921 zakończono prace organizacyjne w „nowym” 3 pułku artylerii ciężkiej. Pułk zachował początkowo trzydywizjonową i dziewięciobateryjną strukturę wojenną. W 1923 w skład pułku wchodziło: dowództwo, trzy dywizjony artylerii ciężkiej po trzy baterie, kadra oddziału łączności i kadra baterii zapasowej. Oprócz baterii dywizjonowych, w skład pułku wchodziła także 3 kompania artylerii pieszej oraz samodzielna bateria przeciwlotnicza nr 3. Ta ostatnia w 1926 przekształcona została w 3 samodzielny dywizjon artylerii przeciwlotniczej. W 1931 oba te pododdziały usamodzielniły się i zostały wyłączone ze struktur 3 pac. Dopiero 3 marca 1930 pułk przeszedł na organizację na stopie pokojowej. Uległy wtedy rozwiązaniu 5., 8. i 9 bateria, a w pełnym składzie pozostał jedynie „alarmowy” I dywizjon. Wkrótce rozwiązano 3 baterię, odtwarzając jednocześnie 8 baterię. W ten sposób każdy dywizjon posiadał po dwie baterie.
16 października 1936 Minister Spraw Wojskowych nadał jednostce nazwę 3 Pułk Artylerii Ciężkiej imienia Króla Stefana Batorego, lecz nie zezwolił żołnierzom pułku na noszenie inicjałów „S.B.” na naramiennikach kurtek i płaszczy, w miejsce cyfry „3”.
Kolejna zmiana organizacyjna miała miejsce w 1939. Wtedy zlikwidowany został III dac, a jednocześnie pułk wydzielił ze swojego składu dwie baterie haubic kal. 155 mm, które miały wejść w skład nowo formowanego 30 dywizjonu artylerii ciężkiej. Ponadto pułk miał utworzyć dowództwo 30 dac i pluton łączności, a baterię armat kal. 105 mm miał sformować 2 pułk artylerii ciężkiej. Organizacja dywizjonu nie doszła jednak w pełni do skutku, a we wrześniu 1939 30 dac praktycznie stanowił II/3 pac. Miał on na stanie 12 haubic kal. 155 mm, a brakująca bateria pochodziła także ze składu 3 pac.
| Obsada personalna i struktura organizacyjna w marcu 1939 | Obsada personalna i struktura organizacyjna w marcu 1939 |
| Stanowisko                                               | Stopień, imię i nazwisko                                 |
| -------------------------------------------------------- | -------------------------------------------------------- |
| dowódca pułku                                            | płk Bolesław Dziubiński                                  |
| I zastępca dowódcy                                       | ppłk Emil Growiński                                      |
| adiutant                                                 | kpt. Wacław Bundyk                                       |
| naczelny lekarz medycyny                                 | kpt. dr Tadeusz Mikołaj Gołkowski                        |
| lekarz weterynarii                                       | mjr Henryk Presser                                       |
| oficer zwiadowczy                                        | wakat                                                    |
| II zastępca dowódcy (kwatermistrz)                       | mjr Romuald Skupiński                                    |
| oficer mobilizacyjny                                     | kpt. Eugeniusz Odejewski                                 |
| zastępca oficera mobilizacyjnego                         | por. Witalis Fiedorkiewicz                               |
| oficer administracyjno-materiałowy                       | kpt. adm. (art.) Henryk Giedroyć                         |
| oficer gospodarczy                                       | kpt. int. Stanisław Pysiak                               |
| oficer żywnościowy                                       | kpt. adm. (art.) Marian Perzyński                        |
| dowódca plutonu łączności                                | por. Tesławski Aleksander                                |
| oficer plutonu                                           | ppor. Leon Korejwo                                       |
| dowódca szkoły podoficerskiej                            | kpt. Wacław Rogalski                                     |
| zastępca dowódcy                                         | por. Olgierd Damian Pożerski                             |
| dowódca plutonu                                          | por. Franciszek Olsztyński                               |
| dowódca plutonu                                          | por. Stanisław Romanowicz                                |
| dowódca plutonu                                          | ppor. Edward Schulz                                      |
| dowódca I dywizjonu                                      | mjr Henryk Rajewicz                                      |
| dowódca 1 baterii                                        | kpt. Ryszard Grabiański                                  |
| dowódca plutonu                                          | ppor. Władysław Chojnowski                               |
| dowódca 2 baterii                                        | por. Konstanty Margusz                                   |
| dowódca plutonu                                          | ppor. Antoni Kuśmirek                                    |
| dowódca II dywizjonu                                     | mjr Justyn Mokrzecki                                     |
| dowódca 4 baterii                                        | kpt. Józef Cieszko                                       |
| dowódca plutonu                                          | ppor. Jerzy Franciszek Feliks Łuczyński                  |
| dowódca plutonu                                          | ppor. Leonidas Szulc                                     |
| dowódca 5 baterii                                        | kpt. Stanisław Tott                                      |
| dowódca plutonu                                          | ppor. Kazimierz Adam Paprocki                            |
| w szpitalu                                               | kpt. Józef Hernik                                        |

## 3 pac w kampanii wrześniowej

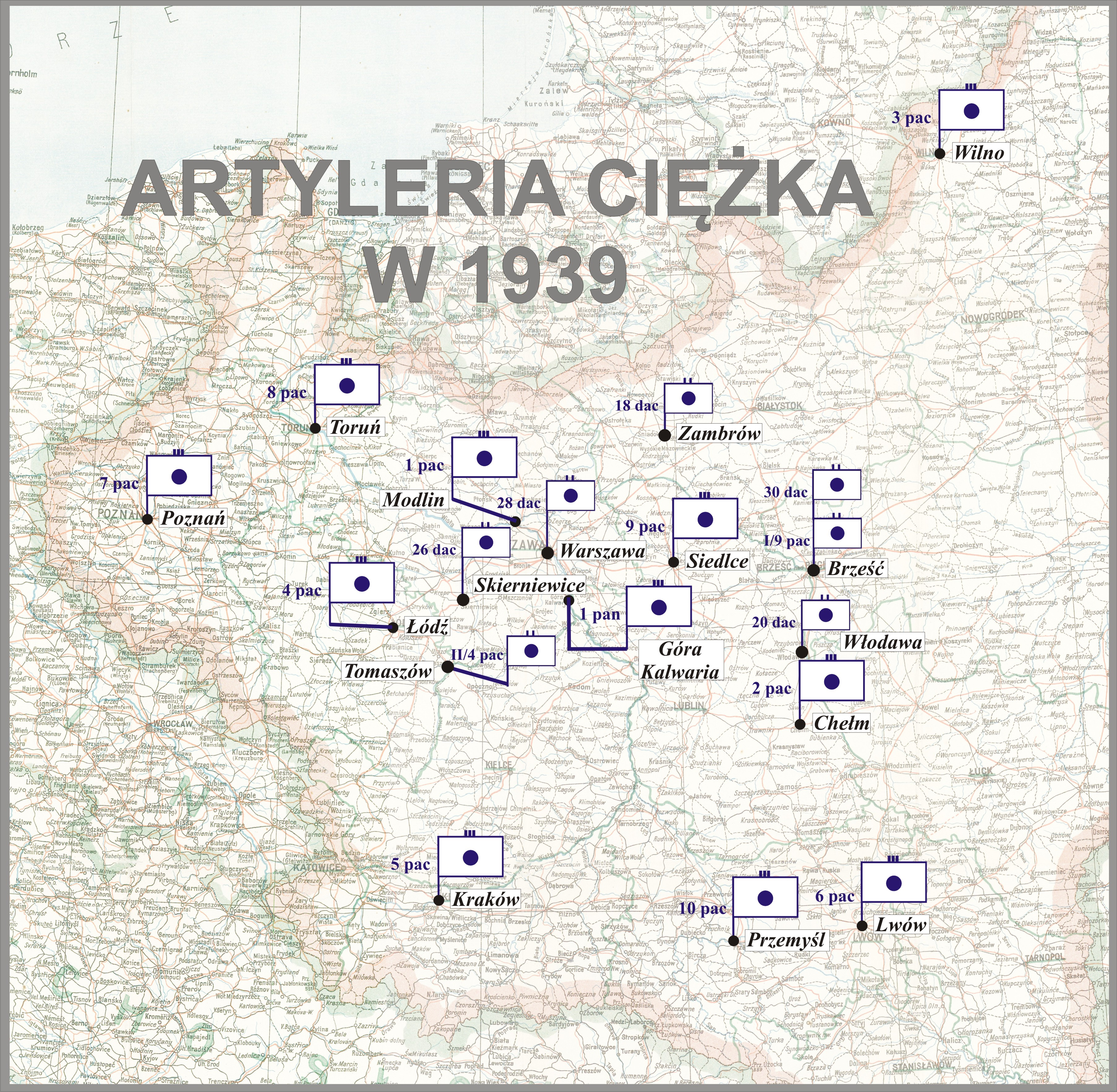
Artyleria ciężka w 1939 przed wybuchem II wojny światowej

### Mobilizacja
Pułk był jednostką mobilizującą. Zgodnie z planem mobilizacyjnym „W” sformował:
- w mobilizacji alarmowej, w grupie jednostek oznaczonych kolorem zielonym:
  - dywizjon artylerii ciężkiej typu II nr 19 dla 19 DP
  - pluton taborów nr 19 dla 19 DP
- w mobilizacji alarmowej, w grupie jednostek oznaczonych kolorem czerwonym:
  - dywizjon artylerii ciężkiej typu II nr 1 dla 1 DPLeg
  - pluton taborów nr 1 dla 1 DPLeg.
  - I dywizjon 3 pac typu I
- od 31 sierpnia 1939, w I rzucie mobilizacji powszechnej:
  - dowództwo 3 pułku artylerii ciężkiej
  - polowy szpital weterynaryjny nr 31

Z kolei 30 pułk artylerii lekkiej, na bazie 30 dywizjonu artylerii ciężkiej sformował:
- w I rzucie mobilizacji powszechnej:
  - II dywizjon 3 pac

### Działania bojowe pułku
W założeniach planu operacyjnego „Zachód” 3 pac miał wejść w skład Armii „Prusy”.

#### Działania bojowe I/3 pac

##### Udział w bitwie pod Tomaszowem Mazowieckim
Zmobilizowany w alarmie w dniach 24–30 sierpnia 1939, I dywizjon wojennego 3 pac, w składzie trzech baterii armat 105 mm, został skierowany transportami kolejowymi od 31 sierpnia do 4 września do dyspozycji dowódcy Armii „Prusy”. Do rejonu Skierniewic dojechało dowództwo dywizjonu i 1 bateria; z uwagi na zniszczenia torów reszta dywizjonu dotarła do okolic Żyrardowa. 5 września I dywizjon artylerii ciężkiej został przydzielony dowódcy 13 Dywizji Piechoty. 13 Dywizja przyjęła ugrupowanie obronne w lasach na południe od Ujazdu i na zachód od Tomaszowa Mazowieckiego. Już w czasie zajmowania rejonu stanowisk ogniowych 1 bateria i dowództwo dywizjonu, w pobliżu Cekanowa, zostały zbombardowane i poniosły straty. 7 września 1 bateria armat wspierała w obronie 44 pułk piechoty w rejonie Glinnika i lasów spalskich. Od godzin porannych do 15:30, 1 bateria wraz z 44 pp walczyła z jednostkami niemieckiej 1 Dywizji Pancernej, atakowało ok. 60 czołgów wspartych piechotą zmotoryzowaną. 1 bateria zniszczyła kilka pojazdów pancernych. W walce artyleria poniosła straty sięgające 50% stanów osobowych i sprzętu. 7 września wieczorem 1 bateria z dowództwem dywizjonu wycofały się w kierunku Inowłodza wraz z oddziałami 13 DP, które zbierały się w lasach Brudzewice. W miejscu koncentracji do dywizjonu dołączyły 2 i 3 baterie armat wyładowane w Żyrardowie.

##### Walki odwrotowe ku Wiśle
Nocą 7/8 września dywizjon odmaszerował do lasów na południe od Ulowa. Nocą 8/9 września wycofywano się do rejonu Dąbrówki i lasów na południe od Białobrzegów. Kolejnej nocy 9/10 września, maszerujący dywizjon I/3 pac został zaskoczony przez pancerny podjazd wroga na szosie radomskiej. Odprzodkowany działon 1 baterii zniszczył 2 samochody pancerne, a reszta podjazdu wycofała się. Po dotarciu do lasów w rejonie Stawiszyna dywizjon zajął stanowiska ogniowe, skąd ostrzelał lotniska polowe w rejonie Białobrzegów. Następnej nocy zarządzono marsz w kierunku Wisły. Podczas marszu dywizjon zajął stanowiska ogniowe i ostrzelał niemiecką kolumnę pancerno-motorową, niszcząc kilka samochodów pancernych i inne pojazdy. Rano 11 września dywizjon dotarł do Cecylówki. Od rana prowadził walkę obronną, wstrzymując natarcie niemieckiej piechoty wspartej czołgami i artylerią. W trakcie zaciętych walk poległo wielu żołnierzy, w tym dowódca 1 baterii kpt. Wacław Rogalski, a wielu odniosło rany, łącznie z dowódcą dywizjonu, utracono dużą ilość uzbrojenia i sprzętu. Nocą 11/12 września resztki dywizjonu oderwały się od nieprzyjaciela i po dotarciu do Wisły stwierdzono brak sprzętu przeprawowego. Z uwagi na zupełne okrążenie, brak brodu do przeprawy, ostrzał przez artylerię wroga, ataki lotnicze oraz brak pomocy ze strony dowódcy wspieranej 13 DP, dowódca dywizjonu podjął decyzję o zniszczeniu armat i przeprawie wpław. Rozkaz dowódcy wykonano do wieczora 13 września. Przeprawiono się przez rzekę w rejonie Podola Nowego niedaleko Mniszewa. 14 września zatrzymano się we wsi Krzywda, gdzie za zgodą dowódcy zbierającej się 13 DP wymaszerowano z zamiarem dotarcia do Ośrodka Zapasowego Artylerii Ciężkiej nr 1 w Chełmie Lubelskim. W wyniku działań nieprzyjaciela zmieniono kierunek marszu na Wilno. W dniach 17 i 18 września piesza pozostałość I/3 pac stoczył pod miejscowością Czeremcha zaciekłą walkę z piechotą niemiecką, w wyniku której dywizjon został rozbity i przestał istnieć.

#### Dowództwo 3 pac
Dowództwo 3 pułku artylerii ciężkiej, wraz z elementami zwiadu, łączności i kwatermistrzostwa, po zmobilizowaniu w Wilnie w dniach 31 sierpnia – 4 września zostało załadowane do transportu kolejowego. Wieczorem 4 września transport dowództwa, wraz z innymi jednostkami odjechał przez Grodno, Białystok i Tłuszcz. W Tłuszczu był atakowany przez niemieckie lotnictwo. Dotarł do Warszawy 6 września. Na rozkaz dowódcy Obrony Warszawy gen bryg. Waleriana Czumy, ppłk Wacław Zielonko-Zielonka wraz ze sztabem pułku zorganizował Dowództwo Artylerii Obrony Warszawy. Kierował artylerią do dnia kapitulacji stolicy 28 września 1939. Rzut kwatermistrzowski dowództwa i część pododdziałów pułkowych zwiadu i łączności stacjonowały na Pradze do 11 września. Następnie pod dowództwem oficera zwiadowczego 3 pac otrzymały rozkaz zameldowania się w OZAC nr 1 w Chełmie Lubelskim. Po marszu przez Mińsk Mazowiecki, Łuków, 19 września dotarły do Chełma, gdzie nie zastały Ośrodka. Oddział został wcielony w skład grupy płk. Mariana Ocetkiewicza i wraz z nią uczestniczył w II bitwie pod Tomaszowem Lubelskim.

#### Działania bojowe II/3 pac

##### W obronie Warszawy
Od 30 sierpnia do 3 września na bazie pokojowego 30 dywizjonu artylerii ciężkiej, przy wsparciu 30 pułku artylerii lekkiej w Brześciu n. Bugiem, zmobilizowano w ramach I rzutu mobilizacji powszechnej II dywizjon 3 pułku artylerii ciężkiej. W trakcie mobilizacji dywizjon był bombardowany przez lotnictwo niemieckie. 3 września broń maszynowa 6 baterii zestrzeliła niemiecki samolot obserwacyjny. Nocą 4/5 września dywizjon został załadowany do transportu kolejowego i poprzez Łuków, Siedlce i Warszawę dojechał do Skierniewic. Transport był dwukrotnie atakowany przez lotnictwo niemieckie 5 września, w wyniku czego poległ 1 kanonier, 3 było rannych oraz obsługa lokomotywy, a także zabito 12 koni. Z uwagi na zator na dalszej trasie w rejonie Skierniewic, nastąpił rozładunek dywizjonu i na rozkaz przywieziony z Warszawy dywizjon w dniach 7 i 8 września wykonał marsz do stolicy. Baterie po dotarciu do Warszawy zajęły stanowiska: 4 w Ogrodzie Saskim, 5 w Łazienkach, 6 w Parku Paderewskiego, z punktami obserwacyjnymi i kierunkiem strzelania na zachodnie przedmieścia stolicy.
8 września w stanowiska ogniowe 4 baterii haubic trafiło kilka salw niemieckiej artylerii; w jej wyniku w baterii wybuchła panika, duża część obsługi i zaprzęgów w panice zbiegła w kierunku Garwolina, a haubice baterii zostały na miejscu uszkodzone. W nocy 8/9 września 6 bateria oddała pierwsze strzały do podchodzącego do Warszawy nieprzyjaciela. W nocy z 8 na 9 września 6 bateria, stojąca na stanowiskach ogniowych w ogrodzie zoologicznym, poniosła dotkliwe straty. 9 września 6 bateria, dzięki dobremu umiejscowieniu punktu obserwacyjnego, bardzo skutecznie ostrzeliwała rozwijające się do natarcia oddziały niemieckiej 4 Dywizji Pancernej. Niszcząc czołgi, samochody i piechotę wroga, wystrzelała łącznie ok. 150 pocisków. 5 bateria również uczestniczyła w walce, ale z uwagi na brak łączności jej wsparcie było mniej efektywne. Ze względu na rozpoznanie przez lotnictwo wroga stanowisk 6 baterii, 10 września była ona ostrzelana przez artylerię niemiecką i atakowana przez lotnictwo. Z uwagi na powyższe, nocą 10/11 września zajęła nowe stanowiska na prawym brzegu Wisły na Saskiej Kępie. 12 września do dywizjonu dołączyła 4 bateria, której obsługi uzupełniono, a haubice naprawiono. Przez następne dni dywizjon prowadził głównie ognie nękające z uwagi na ograniczoną ilość amunicji. 18 i 19 września dywizjon II/3 pac ostrzeliwał cele przed odcinkiem praskim polskiej obrony w rejonie Kawęczyna, Gocławia, Gocławka i Anina. 22 września 6 bateria ostrzeliwała ogniem nękającym wroga we wsi Zbarz oraz zniszczyła zbiornik paliwa na Szczęśliwicach, pierwszym pociskiem w trakcie tankowania niemieckich pojazdów. Brak łączności i amunicji ograniczał możliwość prowadzenia ognia przez dywizjon. 25 i rano 27 września dywizjon ostrzelał ostatnimi pociskami baterie i stanowiska niemieckie w rejonie Okęcia. Rano 29 września zniszczono sprzęt optyczny i uszkodzono działa. Podczas zbiórki 30 września dowódca dywizjonu II/3 pac odczytał rozkaz o kapitulacji stolicy. W trakcie walk poległo 5 żołnierzy, wielu było rannych, uszkodzeniu uległy 4 haubice.

### Oddział Zbierania Nadwyżek 3 pac
Oddział Zbierania Nadwyżek 3 pac pod dowództwem kpt. Giedroycia, bez broni i wyposażenia, został załadowany 7 września w Wilnie do transportu kolejowego i 9 września dotarł do Ośrodka Zapasowego Artylerii Ciężkiej nr 1 w Chełmie Lubelskim. Z uwagi na brak wyposażenia i broni w ośrodku, 12 września OZN 3 pac wraz z całością ośrodka zapasowego wyruszył marszem pieszym do Hrubieszowa, a potem do Kowla. 17 września z całego ośrodka pozostał tylko uzbrojony w broń ręczną oddział liczący 350 żołnierzy pod dowództwem kpt. Jaworowskiego. Nocą 18/19 września oddział dotarł do Kowla, gdzie ustalono, iż na dworcu stoi transport z fabryki broni. Załadowano do tego transportu oddział artylerzystów i pod przymusem zabrano pociąg w kierunku Brześcia n. Bugiem. Po drodze, na skutek zatoru w Małorycie, wyładowano transport rozdzielając broń maszynową, a także sformowano baterię armat, ze znalezionych armat kal. 75 mm. Po marszu pieszym we Włodawie, część żołnierzy 3 pac z ośrodka zapasowego weszła w skład Dywizji „Brzoza”. Wystawiła dla niej baterię armat i kompanię piechoty sformowaną z artylerzystów. Pododdziały te wzięły udział w bitwie pod Kockiem i Wolą Gułowską, skapitulowały 6 października 1939 roku wraz z SGO „Polesie”.
| Struktura organizacyjna i obsada personalna we wrześniu 1939 | Struktura organizacyjna i obsada personalna we wrześniu 1939 | Struktura organizacyjna i obsada personalna we wrześniu 1939 |
| Dowództwo                                                    | Dowództwo                                                    | Dowództwo                                                    |
| ------------------------------------------------------------ | ------------------------------------------------------------ | ------------------------------------------------------------ |
| dowódca pułku                                                | ppłk art. Wacław Zielonko-Zielonka (VM)                      |                                                              |
| adiutant                                                     | kpt. Wacław Bundyk                                           |                                                              |
| oficer zwiadowczy                                            | kpt. Eugeniusz Odejewski                                     |                                                              |
| oficer łączności                                             | ppor. Leon Korejwo                                           |                                                              |
| oficer broni                                                 | por. Witalis Fiedorkiewicz                                   |                                                              |
| I dywizjon (105 mm armaty wz. 1929)                          |                                                              |                                                              |
| dowódca dywizjonu                                            | mjr Romuald Skupiński                                        |                                                              |
| adiutant                                                     | ppor. rez. mgr Leon Kamieński                                |                                                              |
| dowódca 1 baterii                                            | kpt. Wacław Rogalski                                         |                                                              |
| oficer zwiadowczy                                            | ppor. Antoni Kuśmirek                                        |                                                              |
| oficer ogniowy                                               | por. Olgierd Damian Pożerski                                 |                                                              |
| dowódca 2 baterii                                            | por. Stanisław Romanowicz                                    |                                                              |
| oficer zwiadowczy                                            | NN                                                           |                                                              |
| oficer ogniowy                                               | NN                                                           |                                                              |
| dowódca 3 baterii                                            | NN                                                           |                                                              |
| oficer zwiadowczy                                            | ogn. pchor. rez. Jan Jastrzębski                             |                                                              |
| oficer ogniowy                                               | NN                                                           |                                                              |
| II dywizjon (155 mm haubice wz. 1917)                        |                                                              |                                                              |
| dowódca dywizjonu                                            | ppłk art. mgr Józef Zbigniew Lankau (VM)                     |                                                              |
| adiutant                                                     | ppor. Jerzy Franciszek Feliks Łuczyński                      |                                                              |
| oficer zwiadowczy                                            | kpt. Stefan Grzybowski                                       |                                                              |
| oficer obserwacyjny                                          | por. Franciszek Olsztyński                                   |                                                              |
| oficer łączności                                             | por. Ryszard Napoleon Sylwester Nowicki                      |                                                              |
| oficer płatnik                                               | ppor. rez. Stefan Wiktor Montak                              |                                                              |
| oficer żywnościowy                                           | ppor. rez. Maciej Grodecki                                   |                                                              |
| lekarz weterynarii                                           | ppor. rez. lek. wet. Romuald Konikowski                      |                                                              |
| dowódca kolumny amunicyjnej                                  | kpt. NN                                                      |                                                              |
| zastępca dowódcy kolumny amunicyjnej                         | st. ogn. Władysław Drozdowski                                |                                                              |
| dowódca 4 baterii                                            | por. Stanisław Nawrocik                                      |                                                              |
| oficer zwiadowczy                                            | ppor. rez. Stanisław Wojtkiewicz                             |                                                              |
| oficer ogniowy                                               | ppor. Janusz Stanisław Skrzywanek                            |                                                              |
| oficer ogniowy                                               | od 10 IX ppor. rez. Wacław Janikowski                        |                                                              |
| dowódca I plutonu ogniowego                                  | ppor. rez. Franciszek Bohdan Michalski                       |                                                              |
| dowódca II plutonu ogniowego                                 | ppor. rez. Edward Gordziałkowski                             |                                                              |
| dowódca 5 baterii                                            | kpt. Mikołaj Kunachowicz                                     | †1940 Charków                                                |
| oficer zwiadowczy                                            | NN                                                           |                                                              |
| oficer ogniowy                                               | ppor. Marian Ryszard Jakubowski                              |                                                              |
| dowódca 6 baterii                                            | kpt. January Pastuszewski                                    |                                                              |
| oficer zwiadowczy                                            | ppor. Kazimierz Adam Paprocki                                |                                                              |
| podoficer zwiadowczy                                         | plut. rez. Władysław Bochniewski                             |                                                              |
| oficer ogniowy                                               | ppor. rez. Kazimierz Muśnicki                                |                                                              |
| dowódca I plutonu ogniowego                                  | ppor. rez. inż. Tadeusz Olkowski                             |                                                              |
| dowódca II plutonu ogniowego                                 | plut. pchor. Stanisław Wesołowski                            |                                                              |
| szef baterii                                                 | ogn. Szczepan Bielecki                                       |                                                              |

## Symbole pułkowe

### Sztandar

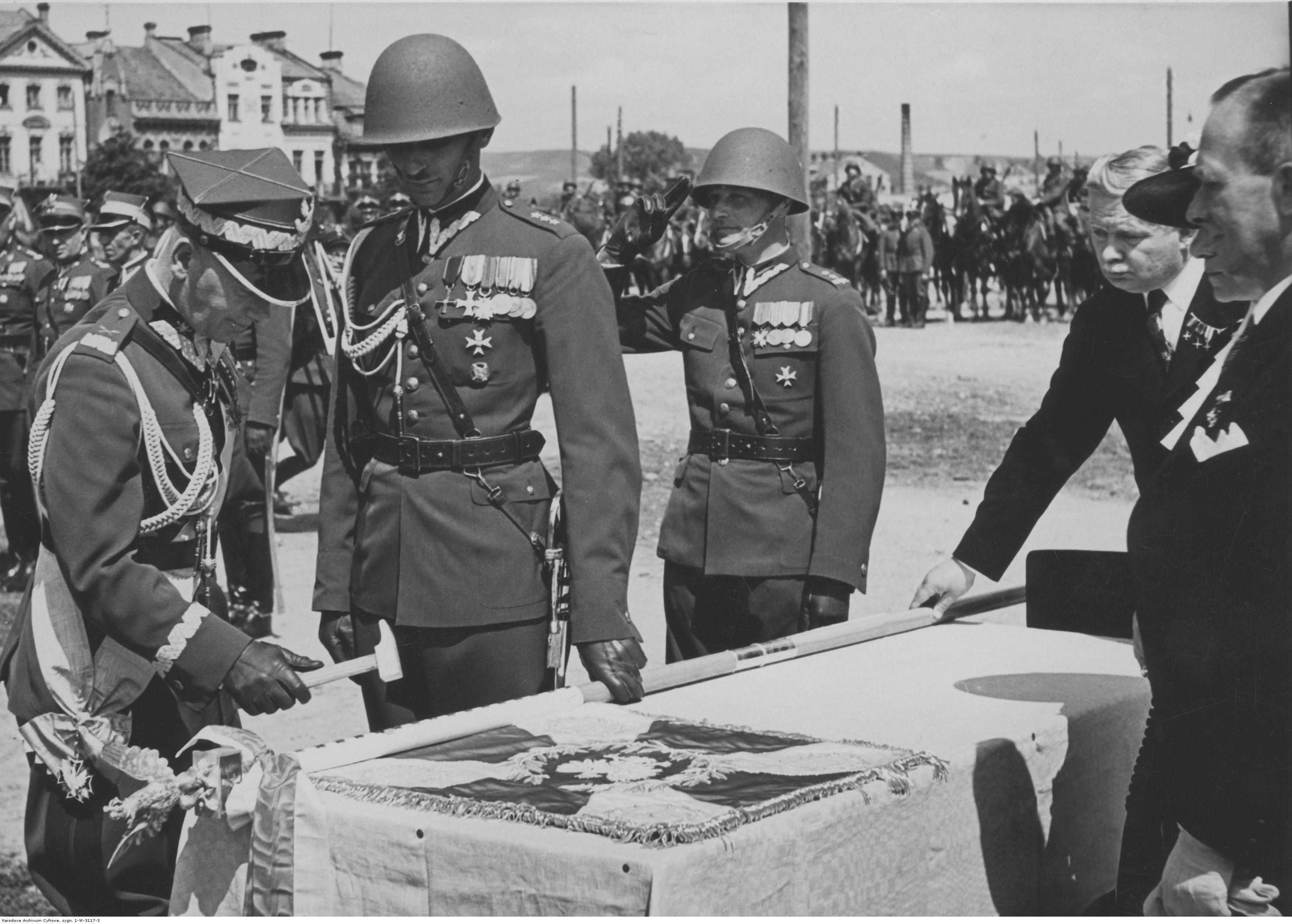
Wręczenie sztandarów pułkom artylerii w Wilnie 3 lipca 1937 – marszałek Edward Śmigły-Rydz wbija pamiątkowy gwóźdź

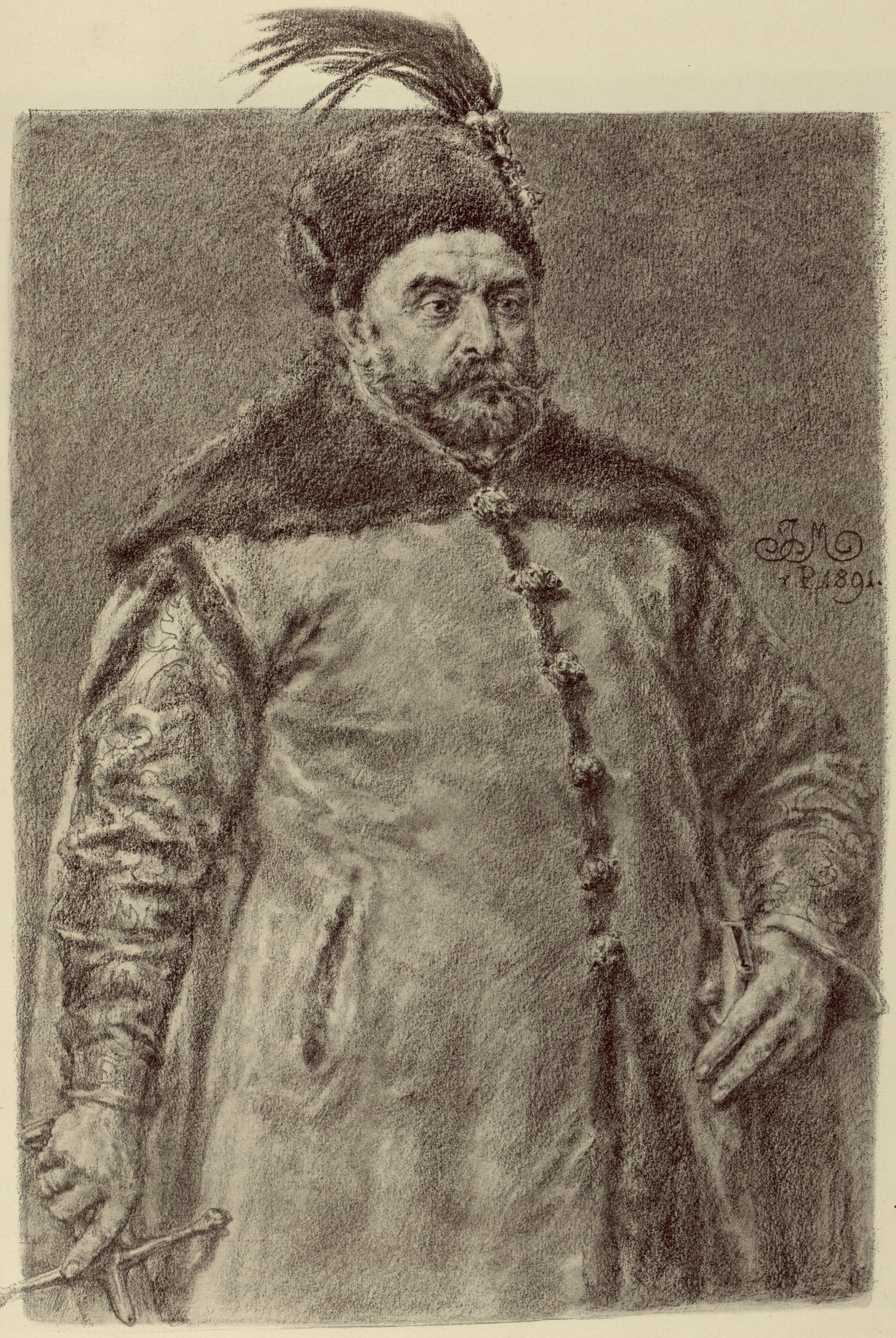
Stefan Batory – patron 3 pac

24 listopada 1937 Prezydent RP, Ignacy Mościcki zatwierdził wzór sztandaru 3 pac. 3 lipca 1938 w Wilnie marszałek Edward Śmigły-Rydz wręczył dowódcy pułku sztandar ufundowany przez społeczeństwo Wilna i ziem północno-wschodnich Rzeczypospolitej.
Na lewej stronie płatu sztandarowego, pośrodku krzyża kawaleryjskiego znajdował się wieniec taki sam jak po stronie prawej, a w wieńcu trzywierszowy napis „HONOR I OJCZYZNA”. W rogach sztandaru, w mniejszych wieńcach umieszczone były na tarczach:
- w prawym górnym rogu – wizerunek Matki Boskiej Ostrobramskiej
- w lewym górnym rogu – wizerunek Świętej Barbary
- w prawym dolnym rogu – herb ziemi wileńskiej
- w lewym dolnym rogu – odznaka 3 pac.

Na ramionach amarantowego krzyża kawalerskiego znajdowały się nazwy i daty:
- na górnym ramieniu – Mołodeczno 3 XII 1920
- na dolnym – Browary 12–28 V 1920
- na lewym – Radzymin 14 VIII 1920
- na prawym – Dyneburg 3 I 1920.

Pośrodku krzyża, w wieńcu laurowym – napis: Honor i Ojczyzna. Na prawym płacie amarantowy krzyż, w środku którego znajdował się wyhaftowany orzeł w wieńcu laurowym. Na białych polach, pomiędzy ramionami krzyża, umieszczono w wieńcach laurowych cyfry „3”.

### Odznaka pamiątkowa
31 sierpnia 1931 Minister Spraw Wojskowych marszałek Polski Józef Piłsudski zatwierdził wzór i regulamin odznaki pamiątkowej 3 pułku artylerii ciężkiej. Odznakę o wymiarach 42×39 mm stanowią dwie skrzyżowane lufy armatnie z wydobywającymi się z nich płomieniami, na które nałożony jest złocony inicjał „SB” pod królewską koroną zamkniętą. Pod inicjałami złota cyfra i inicjały pułku „3 PAC”. Dwuczęściowa – oficerska, wykonana w srebrze. Na rewersie próby srebra, inicjał grawera TF oraz numer.
Autorem projektu był kapitan artylerii Stefan Jan Strohmenger. Wykonawcą odznaki był Teodor Filipski z Wilna.
Wersje
Odznaka wykonana była w dwóch wersjach. W wersji pierwszej skrzyżowane lufy armatnie wykonane były reliefowo z oksydowanego srebra. Z wylotów luf wznosiły się płomienie ze srebra nieoksydowanego. Z tylnych części luf wyłaniały się wieńce laurowe także ze srebra nieoksydowanego. Ponad skrzyżowanymi lufami, między płomieniami, znajdowały się złote inicjały „S.B.” z koroną. Na lufy, w miejscu ich skrzyżowania, nałożone były wykonane ze złota cyfra „3”, zaś pod nią, stylizowane złote litery P.A.C.
W wersji drugiej odznaka wykonana była w całości z białego metalu. Z wyjątkiem płomieni i półwieńców była ona w całości oksydowana.

## Żołnierze pułku

### Dowódcy i zastępcy dowódcy pułku

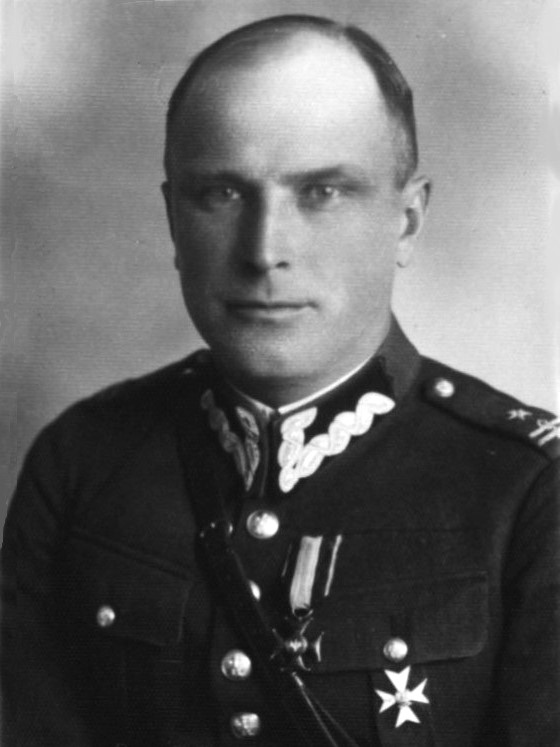
Wacław Zielonko-Zielonka (przed 1934)

| Stopień, imię i nazwisko                            | Okres pełnienia służby            | Kolejne stanowisko        |
| Dowódcy pułku                                       | Dowódcy pułku                     | Dowódcy pułku             |
| --------------------------------------------------- | --------------------------------- | ------------------------- |
| płk art. Eugeniusz Habich                           | od X 1921                         |                           |
| płk art. Gustaw Ładziński                           | III 1924 – 9 XI 1924              |                           |
| płk art. Karol Schrötter                            | p.o. d-cy od 10 XI 1924           | dowódca 3 pac             |
| płk art. Karol Schrötter                            | 20 II 1925 – 23 XII 1929          | dowódca 3 GA              |
| ppłk art. Józef Słanarz                             | wz. od 1 VIII 1929                |                           |
| ppłk art. Wiktor Hein                               | 16 I 1930 – 9 XII 1932            | dyspozycja dowódcy OK III |
| ppłk/płk art. Bolesław Dziubiński                   | 9 XII 1932 – 1939                 |                           |
| ppłk art. Wacław Zielonko-Zielonka                  | VIII – IX 1939                    |                           |
| Zastępcy dowódcy pułku – od 1938 I zastępcy dowódcy |                                   |                           |
| ppłk art. Józef Słanarz                             | do VI 1931 → dowódca 20 pap       |                           |
| mjr / ppłk dypl. art. Wiktor Czopp                  | od X 1931                         |                           |
| ppłk art. Emil Growiński                            | do VII 1939 → dowódca 9 pal       |                           |
| mjr art. Romuald Skupiński                          | II z-ca d-cy/kwatermistrz VI 1933 | dowódca I/3 pac           |

### Żołnierze 3 pułku artylerii ciężkiej – ofiary zbrodni katyńskiej
Biogramy ofiar zbrodni katyńskiej znajdują się między innymi w bazach udostępnionych przez Ministerstwo Kultury i Dziedzictwa Narodowego oraz Muzeum Katyńskie.
| Nazwisko i imię       | stopień              | zawód              | miejsce pracy przed mobilizacją | zamordowany |
| --------------------- | -------------------- | ------------------ | ------------------------------- | ----------- |
| Schwarz Klaudiusz     | podporucznik rezerwy | lekarz weterynarii | Rzeźnia Miejska w Stołpcach     | Katyń       |
| Steckiewicz Zygmunt   | podporucznik rezerwy | nauczyciel, mgr    | szkoła w Wilnie                 | Katyń       |
| Twardowski Tadeusz    | podporucznik rezerwy | absolwent UW       |                                 | Katyń       |
| Bańkowski Bohdan      | podporucznik rezerwy |                    |                                 | Katyń       |
| Gołkowski Tadeusz     | kapitan lekarz       | żołnierz zawodowy  |                                 | Katyń       |
| Gryniewicz Gennadiusz | podporucznik rezerwy | inżynier geodeta   | Urząd Wojewódzki w Warszawie    | Katyń       |
| Mann Aleksander       | podporucznik rezerwy | chemik, mgr        |                                 | Katyń       |
| Ostrowski Ferdynand   | porucznik rezerwy    | geodeta            |                                 | Katyń       |
| Popławski Juliusz     | podporucznik rezerwy | rolnik, mgr        |                                 | Katyń       |
| Skinder Piotr         | podchorąży           |                    |                                 | Katyń       |
| Staniewicz Jan        | podporucznik rezerwy | inżynier           | pracował w Częstochowie         | Katyń       |
| Zaszowt Herman        | podporucznik rezerwy | technik meliorant  | Urząd Wojewódzki w Pińsku       | Katyń       |
| Zawadzki Tadeusz      | podchorąży           |                    |                                 | Katyń       |
| Grzelak Kazimierz     | porucznik rezerwy    |                    | dyr. Banku Amerykańskiego       | Charków     |
| Libera Jan            | podporucznik rezerwy |                    |                                 | Charków     |
| Odejewski Eugeniusz   | kapitan              | żołnierz zawodowy  |                                 | Charków     |
| Ostrowski Stanisław   | podporucznik rezerwy | inżynier leśnik    |                                 | Charków     |
| Rodziewicz Wacław     | podporucznik rezerwy | technik meliorant  | Urząd Wojewódzki w Wilnie       | Charków     |

## Upamiętnienie
Z dniem 4 marca 2014 tradycje 3 pac przejął i z honorem kultywuje 3 dywizjon artylerii rakietowej 5 Lubuskiego pułku artylerii w Sulechowie.